# ミソス
ミソス（Mythos、ギリシア語: Μύθος）は、ギリシャのビール醸造会社及びブランドである。
1997年にギリシャ・テサロニキで初めての「ギリシャのビール」として生産開始された。現在生産量でギリシャ第二のビールである。

## 沿革
- 1970年にヘニンガー・ヘラス社（Henninger Hellas S.A.）として創業される。
- 1992年よりワインメーカーであるブタリ・グループ（Boutari Group）がヘニンガー・ヘラス社を買収し、グループの一員となる。
- 1994年、「北ギリシャ・ビール社（Northern Greece Brewery Ltd.）」と改称。
- 1997年より「ミソス」生産発売開始。
- 2001年、社名をミソス・ビール（Mythos Brewery Ltd.）と改称。自社流通・販売を開始。
- 2002年、イギリス・スコットランドのスコティッシュ＆ニューカッスル社（Scottish & Newcastle）の資本参加を受け、グループ傘下企業となる。
- 2008年、カールスバーグの傘下企業となる。

## 製品
「ミソス」は淡い麦色のピルスナー・タイプのラガーで、通常、緑色のビンまたは缶に詰められ販売されている。ギリシャ国内で一番目につくギリシャビールである。なお「ミソス」はギリシャ語で「伝説」の意。